# 原直隶女子师范学校主楼
原直隶女子师范学校主楼建于1906年，是原直隶女子师范学校的主楼。该建筑位于今天津市河北区天纬路天津美术学院内，目前为天津市文物保护单位。